# The War (album)
The War là album phòng thu thứ tư của nhóm nhạc nam Hàn Quốc EXO, được SM Entertainment phát hành vào ngày 18 tháng 7 năm 2017. Album bao gồm chín bài hát trong đó có đĩa đơn "Ko Ko Bop". The War là album có lượng đơn đặt hàng lớn thứ 3 trong lịch sử K-pop với trên 800.000 bản.

## Bối cảnh và phát hành
Ngày 15 tháng 6 năm 2017, SM Entertainment xác nhận rằng EXO sẽ phát hành một album mới vào giữa tháng 7. Ngày 23 tháng 6, công ty thông báo rằng thành viên Lay sẽ không tham gia vào quá trình thực hiện cũng như các hoạt động quảng bá cho album do sự bất đồng về lịch trình.
Ngày 8 tháng 7 năm 2017, tài khoản Twitter chính thức của EXO được thành lập, qua đó SM Entertainment công bố video teaser đầu tiên cho album mới. Ngày 10 tháng 7, tên gọi của album được tiết lộ là The War. Từ ngày 9 tháng 7 đến ngày 16 tháng 7, danh sách bài hát của album lần lượt được công bố thông qua các video teaser của từng thành viên. Ngày 18 và 19 tháng 7, album lần lượt được phát hành trên các dịch vụ âm nhạc trực tuyến và tại các cửa hàng.
SM Entertainment đã bắt đầu phát hành những thông tin về album mới của EXO với thông điệp "The Power of Music". Video đầu tiên có tiêu đề #Total_Eclipse đã được phát hành vào ngày 21 tháng 8 năm 2017 cùng thời điểm khi Nhật thực xảy ra. Teaser thứ hai được phát hành vào ngày 28 tháng 8 có tiêu đề #Parallel_Universe.
Teaser thứ ba có tiêu đề "Power #RF_05" đã được phát hành vào ngày 30 tháng 8.  Cùng ngày, tiêu đề album repackage  "The War: The Power of Music" được thông báo, và album sẽ được phát hành vào ngày 5 tháng 9 năm 2017 với 12 bài hát, bao gồm cả bài hát chủ đề "Power". Vào ngày 31 tháng 8, album đã được tiết lộ rằng sẽ bao gồm ba bài hát mới "Power", "Sweet Lies" và "Boomerang", cùng với chín bài hát của "The War". Vào ngày 4 tháng 9, album repackage đã được phát hành.

## Sự đón nhận

### The War
Với 807.235 bản được đặt trước, The War là album có lượng đơn đặt hàng lớn thứ trong lịch sử K-pop,sau 2 album của BTS 
"Ko Ko Bop" đứng đầu Gaon Digital Chart trong bốn tuần không liên tiếp, làm cho EXO trở thành nghệ sĩ đầu tiên làm được điều đó vào năm 2017. Ca khúc này cũng xếp thứ 1 trên bảng xếp hạng Gaon tháng 8, làm cho EXO trở thành nhóm nhạc đầu tiên vào năm 2017 và nhóm nhạc nam thứ 5 kể từ năm 2012 đứng đầu bảng xếp hạng.
The War đạt vị trí số 1 trên iTunes tại 51 quốc gia trong tổng số, bao gồm cả ở Israel, Canada, Hồng Kông, Nhật Bản, Nga, Romania, Philippines, Đài Loan, Ai-len, Ba Lan, Mexico, và nhiều hơn nữa; trong đó đứng đầu iTunes tại 43 quốc gia cùng một lúc.
Theo Osen, EXO đã bán được khoảng 1.012.021 bản trong vòng 24 ngày, làm cho album "The War" trở thành album đạt được cột mốc quan trọng này nhanh nhất trong lịch sử Gaon Chart kể từ thời của G.O.D. Với lần thứ 4 đạt triệu bản album, EXO đã trở thành "Quadrupe Million Seller". Trở lại năm 2013, EXO đã lập kỷ lục "Million Seller" với XOXO - album đầu tiên đạt được một triệu bản doanh thu trong 12 năm. Sau đó, vào năm 2015, album phòng thu thứ hai của họ mang tên Exodus đã bán được hơn một triệu bản. Năm 2016, Ex'Act được phát hành và trở thành album thứ ba bán được triệu bản của nhóm.

### The war: The Power of music
Album đạt #1 trên iTunes ở 41 quốc gia, bao gồm Tây Ban Nha, Nhật Bản, Indonesia, Nga, Hồng Kông, Phần Lan, Đan Mạch, Ba Lan, Mexico và Malaysia và nhiều quốc gia khác. Album cũng nằm trong top 10 của bảng xếp hạng iTunes ở 67 quốc gia, trong đó có Hoa Kỳ, Canada, Úc, Anh, Pháp và Đức. Ngoài ra, The War cũng đã đứng đầu Xiami Music's K-Pop charts - bảng xếp hạng âm nhạc uy tín ở Trung Quốc.
Vào ngày 14 tháng 9, bài hát "Power" của EXO đã thu được số điểm cao nhất mọi thời đại trên M Countdown với 11.000 điểm, làm cho EXO trở thành nghệ sĩ đầu tiên đạt được điểm số hoàn hảo sau khi hệ thống được thay đổi vào tháng 6 năm 2015. Chiến thắng này cũng chính là dấu mốc chiến thắng thứ 100 của nhóm trên các chương trình âm nhạc hàng tuần.

## Danh sách bài hát
| The War – Phiên bản tiếng Hàn | The War – Phiên bản tiếng Hàn       | The War – Phiên bản tiếng Hàn         | The War – Phiên bản tiếng Hàn                                                                  | The War – Phiên bản tiếng Hàn |
| STT                           | Nhan đề                             | Phổ lời                               | Phổ nhạc                                                                                       | Thời lượng                    |
| ----------------------------- | ----------------------------------- | ------------------------------------- | ---------------------------------------------------------------------------------------------- | ----------------------------- |
| 1.                            | "The Eve" (전야)                    | Hwang Yoo-bin                         | Mike Woods Kevin White Andrew Bazzi MZMC Henry Rice n' Peas                                    | 2:56                          |
| 2.                            | "Ko Ko Bop"                         | Chen Chanyeol Baekhyun JQ Hyun Ji-won | Kaelyn Behr Tay Jasper Shaylen Carroll MZMC Styalz Fuego                                       | 3:10                          |
| 3.                            | "What U Do?"                        | Kenzie                                | Kenzie Ronny Svendsen Justin Stein                                                             | 3:51                          |
| 4.                            | "Forever"                           | Kenzie                                | Kenzie LDN Noise Adrian Mckinnon                                                               | 3:51                          |
| 5.                            | "Diamond" (다이아몬드)              | Jo Yoon-kyung                         | Harvey Mason Jr. Michael Wyckoff Britt Burton Patrick "J. Que" Smith Dewain Whitmore           | 3:31                          |
| 6.                            | "Touch It" (너의 손짓)              | Chen Jo Yoon-kyung                    | Carlos Battey Steven Battey David Delazyn Chaz Mishan Denzil Remedios Ryan S. Jhun             | 3:30                          |
| 7.                            | "Chill" (소름)                      | Chanyeol Seo Ji-eum                   | Darius Bryant Julien Maurice Moore G.Soul Tay Jasper Otha "Vakseen" Davis III MZMC Droyd       | 3:08                          |
| 8.                            | "Walk on Memories" (기억을 걷는 밤) | Lee Seu-ran                           | Justin Reinstein Wassily Gradovsky                                                             | 3:52                          |
| 9.                            | "Going Crazy" (내가 미쳐)           | JQ Seolim                             | Shim Jae-won Shaun Wilbart "Vedo" McCoy III Paul "Marz" Thompson MZMC Otha "Vakseen" Davis III | 3:46                          |
| Tổng thời lượng:              | Tổng thời lượng:                    | Tổng thời lượng:                      | Tổng thời lượng:                                                                               | 31:35                         |

| The War – Phiên bản tiếng Trung | The War – Phiên bản tiếng Trung | The War – Phiên bản tiếng Trung | The War – Phiên bản tiếng Trung                                                                | The War – Phiên bản tiếng Trung |
| STT                             | Nhan đề                         | Phổ lời                         | Phổ nhạc                                                                                       | Thời lượng                      |
| ------------------------------- | ------------------------------- | ------------------------------- | ---------------------------------------------------------------------------------------------- | ------------------------------- |
| 1.                              | "The Eve" (破风)                | Wang Jung-un                    | Mike Woods Kevin White Andrew Bazzi MZMC Henry Rice n' Peas                                    | 2:56                            |
| 2.                              | "Ko Ko Bop" (叩叩趴)            | Shim Baek-saek                  | Kaelyn Behr Tay Jasper Shaylen Carroll MZMC Styalz Fuego                                       | 3:10                            |
| 3.                              | "What U Do?" (可爱·可恶)        | Shim Baek-saek                  | Kenzie Ronny Svendsen Justin Stein                                                             | 3:51                            |
| 4.                              | "Forever" (我加你等于永远)      | Im Heun-yeob                    | Kenzie LDN Noise Adrian Mckinnon                                                               | 3:51                            |
| 5.                              | "Diamond" (C乐章)               | Lu Yi Qiu                       | Harvey Mason Jr. Michael Wyckoff Britt Burton Patrick "J. Que" Smith Dewain Whitmore           | 3:31                            |
| 6.                              | "Touch It" (指语)               | Li Yi Xuan                      | Carlos Battey Steven Battey David Delazyn Chaz Mishan Denzil Remedios Ryan S. Jhun             | 3:30                            |
| 7.                              | "Chill" (寒噤)                  | Yang Yo-jung                    | Darius Bryant Julien Maurice Moore G.Soul Tay Jasper Otha "Vakseen" Davis III MZMC Droyd       | 3:08                            |
| 8.                              | "Walk On Memories" (梦回暮夜)   | Wang Jung-un                    | Justin Reinstein Wassily Gradovsky                                                             | 3:52                            |
| 9.                              | "Going Crazy" (疯语者)          | Lu Yi Qiu                       | Shim Jae-won Shaun Wilbart "Vedo" McCoy III Paul "Marz" Thompson MZMC Otha "Vakseen" Davis III | 3:46                            |
| Tổng thời lượng:                | Tổng thời lượng:                | Tổng thời lượng:                | Tổng thời lượng:                                                                               | 31:35                           |

| The War: The Power of music – Phiên bản tiếng Hàn | The War: The Power of music – Phiên bản tiếng Hàn          | The War: The Power of music – Phiên bản tiếng Hàn | The War: The Power of music – Phiên bản tiếng Hàn                                              | The War: The Power of music – Phiên bản tiếng Hàn |
| STT                                               | Nhan đề                                                    | Phổ lời                                           | Phổ nhạc                                                                                       | Thời lượng                                        |
| ------------------------------------------------- | ---------------------------------------------------------- | ------------------------------------------------- | ---------------------------------------------------------------------------------------------- | ------------------------------------------------- |
| 1.                                                | "The Eve" (전야 (前夜); Jeonya)                            | Hwang Yoo-bin                                     | Mike Woods Kevin White Andrew Bazzi MZMC Henry Rice n' Peas                                    | 2:56                                              |
| 2.                                                | "Power"                                                    | JQ Kim Hye-jung)                                  |                                                                                                | 3:42                                              |
| 3.                                                | "Sweet Lies"                                               | Chanyeol G.Soul                                   | Joseph `Joe Millionaire` Foster Tay Jasper G.Soul Otha `Vakseen` Davis III MZMC                | 3:36                                              |
| 4.                                                | "Ko Ko Bop"                                                | Chen Chanyeol Baekhyun JQ Hyun Ji-won             | Kaelyn Behr Tay Jasper Shaylen Carroll MZMC Styalz Fuego                                       | 3:10                                              |
| 5.                                                | "What U Do?"                                               | Kenzie                                            | Kenzie Ronny Vidar Svendsen Justin Stein                                                       | 3:51                                              |
| 6.                                                | "Forever"                                                  | Kenzie                                            | Kenzie LDN Noise Adrian Mckinnon                                                               | 3:51                                              |
| 7.                                                | "Boomerang" (부메랑; Bumelang)                             | Jo Yoon-kyung                                     | Daniel "Obi" Klein Thomas Sardorf Ilang Lumholt                                                | 3:00                                              |
| 8.                                                | "Diamond" (다이아몬드; daiamondeu)                         | Jo Yoon-kyung                                     | Harvey Mason Jr. Michael "R!ot" Wyckoff Britt Burton Patrick "J. Que" Smith Dewain Whitmore    | 3:31                                              |
| 9.                                                | "Touch It" (너의 손짓 neoui sonjit)                        | Chen Jo Yoon-kyung                                | Carlos Battey Steven Battey David Delazyn Chaz Mishan Denzil "DR" Remedios Ryan S. Jhun        | 3:30                                              |
| 10.                                               | "Chill" (소름; soreum)                                     | Chanyeol Seo Ji-eum                               | Darius Bryant Julien Maurice Moore G.Soul Tay Jasper Otha "Vakseen" Davis III MZMC Droyd       | 3:08                                              |
| 11.                                               | "Walk on Memories" (기억을 걷는 밤; gieogeul geonneun bam) | Lee Seu-ran                                       | Justin Reinstein Wassily Gradovsky                                                             | 3:52                                              |
| 12.                                               | "Going Crazy" (내가 미쳐 naega micheo)                     | JQ Seolim                                         | Shim Jae-won Shaun Wilbart "Vedo" McCoy III Paul "Marz" Thompson MZMC Otha "Vakseen" Davis III | 3:46                                              |
| Tổng thời lượng:                                  | Tổng thời lượng:                                           | Tổng thời lượng:                                  | Tổng thời lượng:                                                                               | 41:53                                             |

| The War: The Power of music – Phiên bản tiếng Trung | The War: The Power of music – Phiên bản tiếng Trung | The War: The Power of music – Phiên bản tiếng Trung | The War: The Power of music – Phiên bản tiếng Trung                                            | The War: The Power of music – Phiên bản tiếng Trung |
| STT                                                 | Nhan đề                                             | Phổ lời                                             | Phổ nhạc                                                                                       | Thời lượng                                          |
| --------------------------------------------------- | --------------------------------------------------- | --------------------------------------------------- | ---------------------------------------------------------------------------------------------- | --------------------------------------------------- |
| 1.                                                  | "The Eve" (破风)                                    | Wang Jung-un                                        | Mike Woods Kevin White Andrew Bazzi MZMC Henry Rice n' Peas                                    | 2:56                                                |
| 2.                                                  | "Power" (超音力)                                    | Wu Yi Wei                                           | James Matthew Norton LDN Noise                                                                 | 3:42                                                |
| 3.                                                  | "Sweet Lies" (甜蜜謊言)                             | JeremyG                                             | Joseph `Joe Millionaire` Foster Tay Jasper G.Soul Otha `Vakseen` Davis III MZMC                | 3:36                                                |
| 4.                                                  | "Ko Ko Bop" (叩叩趴)                                | Shim Baek-saek                                      | Kaelyn Behr Tay Jasper Shaylen Carroll MZMC Styalz Fuego                                       | 3:10                                                |
| 5.                                                  | "What U Do?" (可爱·可恶)                            | Shim Baek-saek                                      | Kenzie Ronny Vidar Svendsen Justin Stein                                                       | 3:51                                                |
| 6.                                                  | "Forever" (我加你等于永远)                          | Im Heun-yeob                                        | Kenzie LDN Noise Adrian Mckinnon                                                               | 3:51                                                |
| 7.                                                  | "Boomerang" (愛迴旋)                                | Yan Yun Nong                                        | Daniel "Obi" Klein Thomas Sardorf Ilang Lumholt                                                | 3:00                                                |
| 8.                                                  | "Diamond" (C乐章)                                   | Lu Yi Qiu                                           | Harvey Mason Jr. Michael "R!ot" Wyckoff Britt Burton Patrick "J. Que" Smith Dewain Whitmore    | 3:31                                                |
| 9.                                                  | "Touch It" (指语)                                   | Li Yi Xuan                                          | Carlos Battey Steven Battey David Delazyn Chaz Mishan Denzil "DR" Remedios Ryan S. Jhun        | 3:30                                                |
| 10.                                                 | "Chill" (寒噤)                                      | Yang Yo-jung                                        | Darius Bryant Julien Maurice Moore G.Soul Tay Jasper Otha "Vakseen" Davis III MZMC Droyd       | 3:08                                                |
| 11.                                                 | "Walk on Memories" (梦回暮夜)                       | Wang Jung-un                                        | Justin Reinstein Wassily Gradovsky                                                             | 3:36                                                |
| 12.                                                 | "Going Crazy" (疯语者)                              | Lu Yi Qiu                                           | Shim Jae-won Shaun Wilbart "Vedo" McCoy III Paul "Marz" Thompson MZMC Otha "Vakseen" Davis III | 3:46                                                |
| Tổng thời lượng:                                    | Tổng thời lượng:                                    | Tổng thời lượng:                                    | Tổng thời lượng:                                                                               | 41:53                                               |

## Bảng xếp hạng
| BXH (2017)                       | Thứ hạng cao nhất | Thứ hạng cao nhất | Thứ hạng cao nhất | Thứ hạng cao nhất |
| BXH (2017)                       | The War           | The War           | The War: TPOM     | The War: TPOM     |
| BXH (2017)                       | Bản Hàn           | Bản Trung         | Bản Hàn           | Bản Trung         |
| -------------------------------- | ----------------- | ----------------- | ----------------- | ----------------- |
| Chinese Albums (YinYueTai)       | 1                 | 2                 | 1                 | 2                 |
| French Digital Albums (SNEP)     | 24                | —                 | 36                | —                 |
| Japanese Albums (Oricon)         | 7                 | 35                | —                 | —                 |
| Japanese Western Albums (Oricon) | 1                 | 4                 | —                 | —                 |
| South Korean Albums (Gaon)       | 1                 | 2                 | 1                 | 2                 |

| BXH (2017)                       | Thứ hạng cao nhất | Thứ hạng cao nhất | Thứ hạng cao nhất | Thứ hạng cao nhất |
| BXH (2017)                       | The War           | The War           | The War: TPOM     | The War: TPOM     |
| BXH (2017)                       | Bản Hàn           | Bản Trung         | Bản Hàn           | Bản Trung         |
| -------------------------------- | ----------------- | ----------------- | ----------------- | ----------------- |
| Japanese Albums (Oricon)         | 22                | —                 | —                 | —                 |
| Japanese Western Albums (Oricon) | 1                 | 10                | —                 | —                 |
| South Korean singles (Gaon)      | 1                 | 2                 | 2                 | 4                 |

| Album Bỉ (Ultratop Vlaanderen)       | 92 | —  |
| Album Canada (Billboard)             | 76 | —  |
| Pháp (SNEP)                          | 24 | 36 |
| Nhật Bản (Billboard)                 | 11 | 12 |
| New Zealand (RMNZ)                   | 4  | —  |
| Album Scotland (OCC)                 | 93 | —  |
| Vương quốc Anh (OCC)                 | 27 | —  |
| Album Hoa Kỳ Billboard 200           | 87 | —  |
| Album Hoa Kỳ Independent (Billboard) | 3  | —  |
| Album Hoa Kỳ World (Billboard)       | 1  | —  |

## Doanh thu
| Quốc gia           | Doanh thu | Doanh thu | Doanh thu     | Doanh thu     | Tổng       |
| Quốc gia           | The War   | The War   | The War: TPOM | The War: TPOM | Tổng       |
| Quốc gia           | Bản Hàn   | Bản Trung | Bản Hàn       | Bản Trung     | Tổng       |
| ------------------ | --------- | --------- | ------------- | ------------- | ---------- |
| Trung Quốc (Xiami) | 362,232+  | 191,196+  | 189,623+      | 113,432+      | 856,483+   |
| Nhật Bản (Oricon)  | 43,147+   | 7,595+    | —             | —             | 50,742+    |
| Hàn Quốc (Gaon)    | 962,432+  | 135,420+  | 467,414+      | 57,660+       | 1,622,209+ |
| US (Billboard)     | 7,000+    | 7,000+    | —             | —             | 7,000+     |

## Giải thưởng và đề cử
| Năm  | Lễ trao giải                 | Đề cử     | Giải thưởng                        | Kết quả   |
| ---- | ---------------------------- | --------- | ---------------------------------- | --------- |
| 2017 | 19th Mnet Asian Music Awards | Ko Ko Bop | Nhóm nhạc Nam Vũ Đạo xuất sắc nhất | Đề cử     |
| 2017 | 19th Mnet Asian Music Awards | Power     | Video Âm nhạc xuất sắc nhất        | Đề cử     |
| 2017 | 19th Mnet Asian Music Awards | The War   | Qoo10 Album Của Năm                | Đoạt giải |
| 2017 | 19th Mnet Asian Music Awards | Ko Ko Bop | Qoo10 Bài Hát Của Năm              | Đề cử     |
| 2017 | 9th Melon Music Awards       | Ko Ko Bop | Nhóm nhạc Nam Vũ Đạo xuất sắc nhất | Đoạt giải |
| 2017 | 9th Melon Music Awards       | Ko Ko Bop | Bài Hát Của Năm                    | Đề cử     |
| 2017 | 9th Melon Music Awards       | The War   | Album Của Năm                      | Đề cử     |
| 2017 | Interpark Best Book Awards   | The War   | Album xuất Sắc Nhất                | Đoạt giải |
| 2018 | 32nd Golden Disc Awards      | The War   | Disc Bonsang                       | Đoạt giải |
| 2018 | 32nd Golden Disc Awards      | The War   | Disc Daesang                       | Đề cử     |
| 2018 | 27th Seoul Music Awards      | The War   | Bonsang Award                      | Đoạt giải |

### Chương trình âm nhạc
| Ca khúc                | Chương trình           | Ngày                |
| ---------------------- | ---------------------- | ------------------- |
| Ko Ko Bop              | Show Champion (MBC)    | 26 tháng 7 năm 2017 |
| Ko Ko Bop              | Show Champion (MBC)    | 2 tháng 8 năm 2017  |
| Ko Ko Bop              | M Countdown (Mnet)     | 27 tháng 7 năm 2017 |
| Ko Ko Bop              | M Countdown (Mnet)     | 3 tháng 8 năm 2017  |
| Ko Ko Bop              | M Countdown (Mnet)     | 10 tháng 8 năm 2017 |
| Ko Ko Bop              | Music Bank (KBS)       | 28 tháng 7 năm 2017 |
| Ko Ko Bop              | Music Bank (KBS)       | 4 tháng 8 năm 2017  |
| Ko Ko Bop              | Inkigayo (SBS)         | 30 tháng năm 2017   |
| Ko Ko Bop              | Inkigayo (SBS)         | 6 tháng 8 năm 2017  |
| Ko Ko Bop              | Show! Music Core (MBC) | 29 tháng 7 năm 2017 |
| Ko Ko Bop              | Show! Music Core (MBC) | 5 tháng 8 năm 2017  |
| Ko Ko Bop              | Show! Music Core (MBC) | 12 tháng 8 năm 2017 |
| Power                  |                        |                     |
| Show Champion (MBC)    | 13 tháng 9 năm 2017    |                     |
| Show Champion (MBC)    | 20 tháng 9 năm 2017    |                     |
| M Countdown (Mnet)     | 14 tháng 9 năm 2017    |                     |
| Music Bank (KBS)       | 15 tháng 9 năn 2017    |                     |
| Music Bank (KBS)       | 22 tháng 9 năm 2017    |                     |
| Show! Music Core (MBC) | 16 tháng 9 năm 2017    |                     |
| Show! Music Core (MBC) | 23 tháng 9 năm 2017    |                     |
| Inkigayo (SBS)         | 17 tháng 9 năm 2017    |                     |

## Lịch sử phát hành
| Album                       | Ngày                | Khu vực       | Định dạng  | Hãng đĩa                     |
| --------------------------- | ------------------- | ------------- | ---------- | ---------------------------- |
| The War                     | 18 tháng 7 năm 2017 | Hàn Quốc      | Tải về     | SM Entertainment Genie Music |
| The War                     | 18 tháng 7 năm 2017 | Toàn thế giới | Tải về     | SM Entertainment             |
| The War                     | 19 tháng 7 năm 2017 | Hàn Quốc      | CD         | SM Entertainment Genie Music |
| The War                     | 21 tháng 7 năm 2017 | Nhật Bản      | CD         | SM Entertainment             |
| The War: The Power of Music | 5 tháng 9 năm 2017  | Hàn Quốc      | Tải về, CD | SM Entertainment Genie Music |
| The War: The Power of Music | 5 tháng 9 năm 2017  | Toàn thế giới | Tải về, CD | SM Entertainment             |